# جوئتا

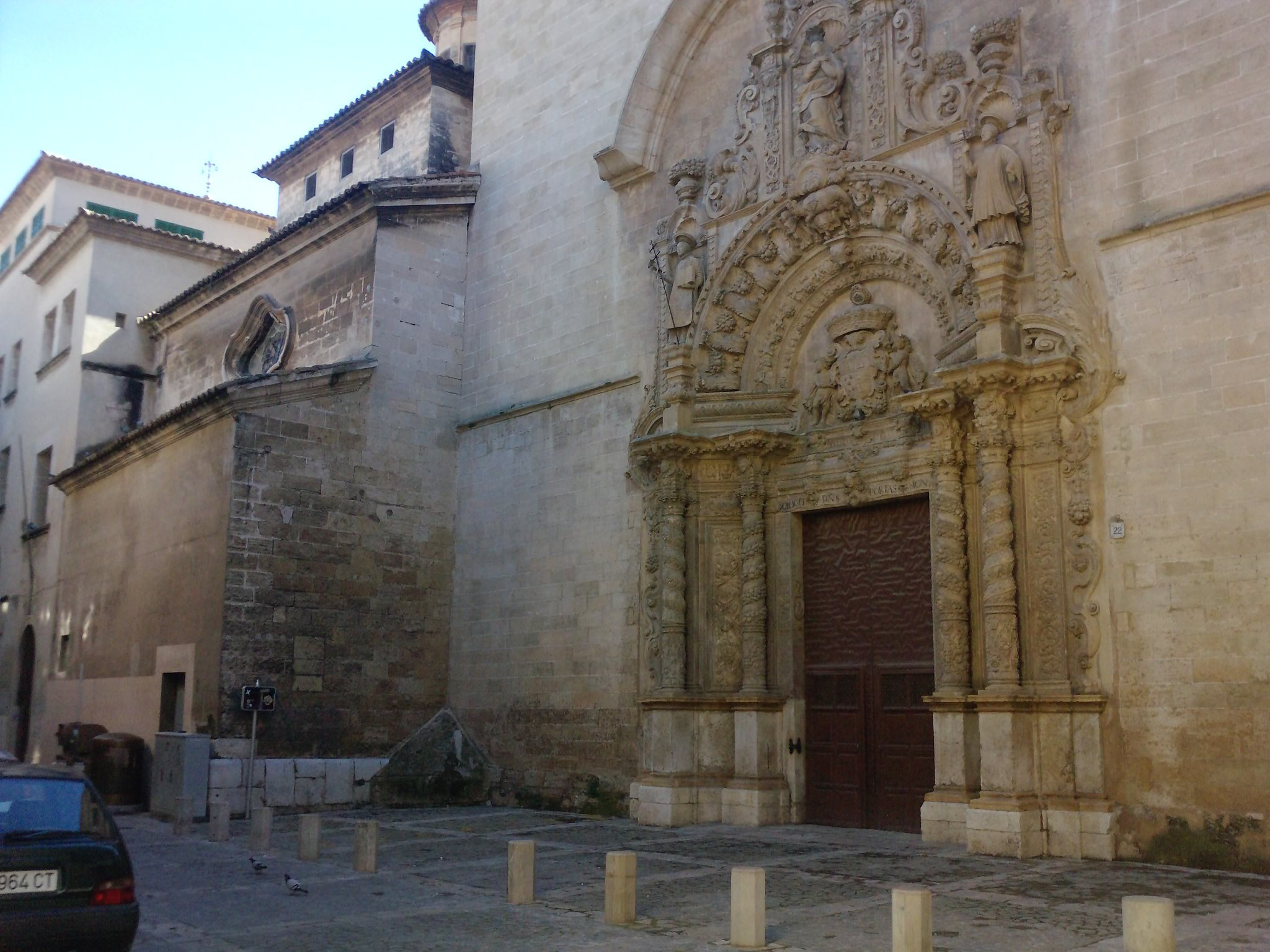
كنيسة مونتسيون (جبل صهيون) في بالما دي مايوركا، كانت في السابق كنيس يهودي، وهي كنيسة الجوئتا الرئيسية في ميورقة.

جوئتا أو التشويتا (بالإسبانيّة: Chueta؛ بالكاتالانية: Xuetes) هي مجموعة اجتماعية دينية في جزيرة مايوركا، وهم أحفاد اليهود الذين تحولوا إلى المسيحية طوعًا أو قسرًا. مارست الجماعة تقاليد صارمة منها زواج الأقارب، كما أن العديد من ذريتهم ما تزال تمارس مسيحية الجوئتا وهي تيار مسيحي توفيقي وجزء من التيار الكاثوليكي المركزي.
بعد طرد السكان اليهود من إسبانيا والبرتغال في عام 1492 وفي 1497، أصبح ما تبقى من السكان اليهود في أيبيريا مسيحيين رسميًا. كثيرًا ما كان يشتبه في المسيحيين الجديد ويتهمون بالردة. وتشير احصائيات إلى أن ما بين 100,000–200,000 يهود تحوّل للمسيحية في القرن الخامس عشر.
حافطت جماعة الجوئتا على العديد من التقاليد الدينية اليهودية منها الختان، وطعام الكشروت وحفظ السبت؛ ومزجوا تقاليدهم اليهوديّة مع الديانة المسيحية الكاثوليكية والشعائر الكاثوليكية. حتى القرن السابع عشر كانت الجماعة كاثوليكية اسميًا ومارست الشعائر اليهودية سرًا. ومنذ القرن السابع عشر اندمجت الجماعة في التيار الكاثوليكي المركزي والتقاليد المسيحية والتي انبثق منها تيار مسيحية الجوئتا.
تم وصم جماعة الجوئتا حتى النصف الأول من القرن العشرين، ولكن بعد النصف الثاني من هذا القرن، ونتيجة لانتشار الحرية الدينية والعلمانية، فإن كلاً من الضغوط الاجتماعية اختفت في نهاية المطاف. في الوقت الحاضر يقدر عدد المجتمع بحوالي 18,000-20,000 شخص في جزيرة مايوركا، وتحمل العديد من أسر الجوئتا ألقاب خاصة بها. يتعبد الجوئتا في كنيسة مونتسيون (جبل صهيون) في بالما دي مايوركا المطلة على الحي اليهودي، والتي كانت سابقا كنيسا يهودياً، وتقول الشائعات إن أجيالا من الجوئتا كانت تتلمس بأيديها أحجار الحائط خلال مرورها لتأكيد جذورهم اليهودية، كما أن كنيسة القديس ايولاليا في بالما من الكنائس الرئيسية التي يُصلي فيها المسيحيون ذوي الأصول اليهودية.